# Nadace Gerdy Henkelové

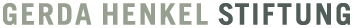
Logo Nadace Gerdy Henkelové

Nadace Gerdy Henkelové (německy Gerda Henkel Stiftung) sponzoruje od svého založení v roce 1976 výzkum v oblasti historických a humanitních věd. Za více než 30 let činnosti podpořila po celém světě téměř 6000 výzkumných projektů za zhruba 100 milionů eur.
Základními oblastmi činnosti jsou: podpora výzkumných projektů a udělování disertačních a výzkumných stipendií, výzkumy společnosti, Střední Asie, islámu, moderního národního státu a nadnárodních migrací.
Gerda Henkel Stiftung byla založena v červnu 1976 Lisou Maskell na památku její matky Gerdy Henkel jako charitativní nadace se sídlem v Düsseldorfu. Lisa Maskell (1914–1998) byla vnučka továrníka Fritze Henkela, který v roce 1876 založil v Cáchách firmu Henkel & Cie. O dva roky později bylo sídlo firmy přeloženo do Düsseldorfu, dnešního sídla firmy Henkel AG & Co. KGaA.

## Podpora vědy
Jediným účelem celosvětově působící nadace je podpora vědy v následujících disciplínách:
- archeologie
- historie
- dějiny umění
- historické islámské studie
- právní dějiny
- dějiny vědy
- pravěké dějiny a raná historie

Nadace podporuje výzkumné projekty, u kterých lze očekávat podstatné výsledky promočními a badatelskými stipendii a tisk výsledků dříve podpořených projektů.
Ve spolupráci s renomovanými univerzitami poskytuje nadace finanční prostředky na stáže ve Velké Británii a USA.
Partnery jsou: Institute for Advanced Study v Princetonu, Stanfordova univerzita, Queen’s College univerzity v Oxfordu a Maison Mediterranee des sciences de l'homme v Aix -en-Provence.
Vedle toho nadace financuje hostující profesuru na Deutsches Historisches Institut v Londýně.
Novináři píšící o vědě se mohou ucházet v rámci prestižního Reuters Foundation Programme o šestiměšíční stipendijní pobyt (Gerda Henkel Fellow na Reuters Institute for the Study of Journalism, universita v Oxfordu).
V roce 2004 zřízený speciální program je určen pro výzkumné pracovníky, kteří se zabývají historií regionu střední Asie.
Roku 2010 zahájila nadace stipendijní program M4HUMAN (Mobilita pro zkušené výzkumné pracovníky v historických a islámských studií), který umožňuje vědcům dlouhodobý pobyt v zahraničí. Evropská komise podporuje program finančními prostředky ze 7. rámcového programu pro výzkum a jeho programu Marie Curie.

## Orgány a grémia

### Kuratorium
- Julia Schulz-Dornburg, předsedkyně
- Andreas Beyer, místopředseda
- Kaspar von Braun
- Carolin Emcke
- Martin Kobler

### Vědecká rada
- Peter Geimer, předseda
- Brigit Emich
- Christian Mann
- Ute Schneider

### Představenstvo
- Michael Hanssler, předseda
- Angela Kühnen

## Příklady podpořených projektů
- Vykopávky v citadele v Anuradhápura, Srí Lanka
- Výzkum válečného prožitku pamětníků spojeneckých náletů na Hamburg v roce 1943 a jejich rodin
- Výzkum "Die Neue Sachlichkeit" ve Státních uměleckých sbírkách v Drážďanech
- Centrum pro výzkum "Zvrhlého umění", Berlín/Hamburg
- Výzkumy skalní svatyně v Mentsun Lhakhang, Nepál
- Výzkum knížecích hrobek v Xiongnu v Noin-Ula, Mongolsko
- Vykopávky v Kalapodi, Řecko
- Centrum pro výzkum dějin novokřtěnců, Baptistisches Theologisches Seminar Elstal

## Gerda Henkel Vorlesungen
Od roku 1981 pořádá nadace každé dva roky přednášky, které nabízejí vědcům příležitost prezentovat výsledky svého výzkumu a kontakt s kolegy i zainteresovanou veřejností. Texty přednášek jsou uveřejňovány ve vlastní řadě nadace v nakladatelství Rhema Verlag.
Naposledy vyšlo:
Dieter Langewiesche: Staat, Nation und Föderation in der europäischen Geschichte (2008)

## Historische Bibliothek der Gerda Henkel Stiftung
Společně s mnichovským nakladatelstvím C. H. Beck byla vyvinuta publikační řada Historische Bibliothek der Gerda Henkel Stiftung, která přináší důležité monografie z těch oblastí vědy, které nadace podporuje. Cílem řady je poskytnout vědcům příležitost oslovit základní znalosti v oblasti historických humanitních věd blíže k zainteresovanou veřejnost. Publikace splňují nejvyšší standardy.
- Willibald Sauerländer: Der katholische Rubens. Heilige und Märtyrer , 2011, ISBN 978-3-406-62362-2
- Jörg Fisch: Das Selbstbestimmungsrecht der Völker. Die Domestizierung einer Illusion, 2010, ISBN 978-3-406-59858-6
- Christian Marek: Geschichte Kleinasiens in der Antike, 2010, ISBN 978-3-406-59853-1
- Bernd Stöver: Zuflucht DDR. Spione und andere Übersiedler, 2009, ISBN 978-3-406-59100-6
- Jürgen Osterhammel: Die Verwandlung der Welt. Eine Geschichte des 19. Jahrhunderts, 2009, ISBN 978-3-406-58283-7
- Werner Busch: Das unklassische Bild. Von Tizian bis Constable und Turner, 2009, ISBN 978-3-406-58246-2
- Hugh Barr Nisbet: Lessing. Eine Biographie, aus dem Englischen übersetzt von Karl S. Guthke, 2008, ISBN 978-3-406-57710-9
- Roderich Ptak: Die maritime Seidenstraße. Küstenräume, Seefahrt und Handel in vorkolonialer Zeit, 2007, ISBN 978-3-406-56189-4
- Hermann Parzinger: Die frühen Völker Eurasiens. Vom Neolithikum zum Mittelalter, 2006, ISBN 978-3-406-54961-8

## Cena Gerda Henkelové Gerda Henkel Preis
Od roku 2006 uděluje Gerda Henkel Stiftung každé dva roky cenu, která patří s částkou 100.000 eur nejen mezi nejvíce dotovaná ocenění, ale je zároveň jednou z mála cen specificky určených za vynikající výsledky v oblasti humanitních věd.

## Nositelé ceny
- 2006 Martin Warnke, Hamburg
- 2008 Richard Sennett, New York/Londýn
- 2010 Gudrun Krämer, Berlín
- 2012 Jürgen Osterhammel, Kostnice

## L.I.S.A. – Das Wissenschaftsportal der Gerda Henkel Stiftung
V roce 2010 byl vytvořen vlastní internetový portál: L.I.S.A. – Das Wissenschaftsportal der Gerda Henkel Stiftung, který poskytuje informace o tématech z oblasti historických humanitních věd a nabízí diskuzi o výzkumu.

## Webové stránky
- Gerda Henkel Stiftung
- L.I.S.A. – Das Wissenschaftsportal der Gerda Henkel Stiftung